# Johann Gottfried von Herder
Johann Gottfried von Herder (Mohrungen, Prússia Oriental, 25 de agosto de 1744 – Weimar, 18 de dezembro de 1803) foi um filósofo e escritor alemão.

## Vida
Filho de um tecelão, tornou-se sacristão e teve uma infância austera e rude. Em Königsberg, estudou teologia, filosofia e medicina. Seguiu as aulas de Immanuel Kant e tornou-se amigo de Hamann, cujas ideias em matéria de linguística, poesia e mitologia vieram a influenciar profundamente seu pensamento.
Nomeado pastor, ensinou em Riga e depois tornou-se pregador. Em seus Fragmentos sobre a literatura alemã moderna, escritos entre 1766 e 1767, já proclamava que o gênio literário de uma nação é idêntico ao gênio de sua língua e convida os literatos alemães a reencontrarem suas fontes de inspiração nas origens germânicas. É esse apelo à criatividade de uma literatura autenticamente nacional que Herder retomaria e ampliaria em toda sua obra, exercendo grande influência na gênese do romantismo alemão. Atacou a tirania da estética clássica e da imitação dos antigos.
Em 1769 viajou à França e encontrou Diderot e diversos enciclopedistas mas voltou à Alemanha convencido do declínio da influência intelectual francesa na Europa. Aceitou então o cargo de preceptor do príncipe Holstein-Eutin. Foi com ele para Estrasburgo e lá tornou-se amigo do jovem Goethe.
Após diversas obras sobre a arte e a linguagem, especialmente Ensaio sobre a origem da linguagem, de 1772, Herder publicou suas duas principais obras: Outra filosofia da história para a educação da humanidade, de 1774 e Ideias sobre a filosofia da história da humanidade (1784 a 1791). Herder ocupa lugar importantíssimo na história da literatura alemã, pelo movimento de ideias que provocou e o impulso que deu às novas gerações, particularmente ao jovem Johann Wolfgang von Goethe. Insistiu também no caráter natural evolutivo da linguagem, que teria surgido da imitação dos sons da natureza e seria capaz de evolução e crescimentos contínuos. Quanto à história, considerava-a uma característica de todas as realidades naturais.
Todo o universo, segundo Herder, poderia ser entendido a partir de uma perspectiva histórico-evolutiva. Considerava que a história humana estava regida por um princípio imanente de bondade inteligente. Não só procurou estabelecer as leis gerais do desenvolvimento da história da humanidade como também fez estudos particulares sobre diversos povos.

## Obras
- Fragmente über die neuere deutsche Literatur. Riga 1766/67.
- Ueber die neuere Deutsche Litteratur. Eine Beilage zu den Briefen, die neueste Litteratur betreffend. Riga 1767. (Digitalisat und Volltext im Deutschen Textarchiv Vol. 1, Digitalisat und Volltext im Deutschen Textarchiv Vol. 2)
- Kritische Wälder. Oder Betrachtungen, die Wissenschaft und Kunst des Schönen betreffend. 3 Bände. Hartknoch, Riga 1769. (Digitalisat und Volltext im Deutschen Textarchiv Vol. 1, Digitalisat und Volltext im Deutschen Textarchiv Vol. 2, Digitalisat und Volltext im Deutschen Textarchiv Vol. 3)
- Abhandlung über den Ursprung der Sprache. 1772. (Digitalisat und Volltext im Deutschen Textarchiv)
- Von deutscher Art und Kunst. Einige fliegende Blätter. 1773. (Digitalisat und Volltext im Deutschen Textarchiv)
- Auszug aus einem Briefwechsel über Ossian und die Lieder alter Völker. 1773. (hier und später vertrat Herder hartnäckig die Echtheit dieser schottischen Dichtkunst; vgl. James Macpherson)
- Auch eine Philosophie der Geschichte zur Bildung der Menschheit. 1774. (Digitalisat und Volltext im Deutschen Textarchiv)
- Plastik: Einige Wahrnehmungen über Form und Gestalt aus Pygmalions bildendem Traume. Riga 1778. (Digitalisat und Volltext im Deutschen Textarchiv)
- Volkslieder. Leipzig 1778, und Volkslieder. Nebst untermischten andern Stücken. Leipzig 1779. darunter im 1. Teil Annchen von Tharau [sic], 1827 von Friedrich Silcher vertonte Verhochdeutschung durch Herder des 1636 entstandenen, in seinem samländisch-niedersächsischen Mutterdialekt verfassten Anke van Tharaw (in der postum erschienenen 2. Auflage 1807 unter dem Titel Stimmen der Völker in Liedern ist es als Aennchen von Tharau enthalten)
- Vom Geist der Ebräischen Poesie. Eine Anleitung für die Liebhaber derselben, und der ältesten Geschichte des menschlichen Geistes. Erster und Zweiter Theil. Dessau 1782–1783, später Leipzig 1784. 2 Bände. (books.google.de, Digitalisat Band 1), (books.google.de, Band 2)
- Wie die Alten den Tod gebildet. Ein Nachtrag zu Leßings Abhandlung desselben Titels und Inhalts. 1786. (Wikisource, Digitalisat und Volltext)
- Ideen zur Philosophie der Geschichte der Menschheit. 1784–1791 (4 Teile)
- Briefe zur Beförderung der Humanität. 1793–1797 (10 Sammlungen) (Vol. 1, Vol. 2, Vol. 3, Vol. 4, Vol. 5, Vol. 6, Vol. 7, Vol. 8, Vol. 9, Vol. 10, jeweils Digitalisat und Volltext im Deutschen Textarchiv)
- Von der Gabe der Sprachen am ersten christlichen Pfingstfest. Riga 1794.
- Von der Auferstehung als Glauben, Geschichte und Lehre. Riga 1794.
- Terpsichore. Bohn, Lübeck 1795. (books.google.de, Digitalisat Theil 1), (books.google.de, Theil 2), (books.google.de, Theil 3)
- Christliche Schriften. Riga 1796–1799 (5 Sammlungen)
- Metakritik zur Kritik der reinen Vernunft. Leipzig 1799 (2 Teile)
- Kalligone. Leipzig 1800
- Wind und Sonne. → siehe Meißners „Die Sonne und der Wind“
- Der Cid. Nach spanischen Romanzen besungen (1805). Mit einer Einleitung über Herder und seine Bedeutung für die deutsche Literatur. (1868); Der Cid. [1805] (= Die bibliophilen Taschenbücher. Vol. 44). Nach der Ausgabe von 1859. Mit einem Nachwort von Heiner Höfener und 73 Holzschnitten von Eugen Neureuther. Harenberg, Dortmund 1978, ISBN 3-921846-44-7.